# Koonungidae
Famille
Les Koonungidae sont une famille de crustacés malacostracés.

## Distribution
Les espèces de  cette famille sont endémiques d'Australie. Elles se rencontrent dans l'État de Victoria et la Tasmanie.
Les membres de cette famille sont généralement hypogées.

## Description
Les espèces de cette famille possèdent des yeux sessiles et la première paire de pattes thoraciques modifiée pour creuser.

## Liste des genres
Selon BioLib (6 janvier 2021) :
- Koonunga Sayce, 1907
- Micraspides Nicholls, 1931

## Publication originale
- Sayce, 1907 : « Description of a new remarkable Crustacean with primitive Malacostracan characters. » Victorian Naturalist, vol. 24, p. 117–120.